# سیارک ۴۰۴۹
سیارک ۴۰۴۹ (به انگلیسی: 4049 Noragalʹ، نامگذاری:1973QD2) چهار هزار و چهل و نهمین سیارک کشف شده‌است که در ۳۱ اوت ۱۹۷۳ کشف شد.
قدر مطلق سیارک برابر ۱۱٫۸۰ است.